# Mistrzostwa Polski Seniorów w Lekkoatletyce 2020
96. Mistrzostwa Polski Seniorów w Lekkoatletyce – zawody lekkoatletyczne, które odbyły się w dniach 28–30 sierpnia 2020 we Włocławku.
Organizatora mistrzostw Zarząd Polskiego Związku Lekkiej Atletyki wybrał we wrześniu 2018 r. Imprezę pierwotnie zaplanowano na 25–27 czerwca 2020, lecz na początku kwietnia przeniesiono ją z powodu pandemii COVID-19 na 13–15 sierpnia 2020. Ostateczny termin wybrano z uwagi na odwołanie mistrzostw Europy.

## Rezultaty
| NR – rekord Polski \| CR – rekord mistrzostw Polski \| NUR – rekord Polski młodzieżowców (do lat 23) \| SB – najlepszy wynik w sezonie |
| NL – najlepszy tegoroczny wynik na polskich listach \| PB – rekord życiowy                                                             |

### Mężczyźni
| Konkurencja:                  | 1. miejsce                                                                             | Rezultat | 2. miejsce                                                                        | Rezultat | 3. miejsce                                                                         | Rezultat |
| Bieg na 100 m                 | Remigiusz Olszewski CWZS Zawisza Bydgoszcz SL                                          | 10,51    | Dominik Kopeć KS Agros Zamość Przemysław Słowikowski AZS-AWF Katowice             | 10,56    | –                                                                                  | –        |
| Bieg na 200 m                 | Łukasz Krawczuk WKS Śląsk Wrocław                                                      | 21,18    | Adrian Brzeziński MKL Toruń                                                       | 21,25    | Oliwer Wdowik CWKS Resovia Rzeszów                                                 | 21,27    |
| Bieg na 400 m                 | Karol Zalewski AZS-AWF Katowice                                                        | 46,35    | Mateusz Rzeźniczak RKS Łódź                                                       | 46,62 =  | Dariusz Kowaluk AZS-AWF Warszawa                                                   | 46,80    |
| Bieg na 800 m                 | Krzysztof Różnicki GKS Cartusia Kartuzy                                                | 1:47,73  | Michał Rozmys UKS Barnim Goleniów                                                 | 1:47,80  | Mateusz Borkowski RKS Łódź                                                         | 1:48,30  |
| Bieg na 1500 m                | Michał Rozmys UKS Barnim Goleniów                                                      | 3:53,09  | Marcin Lewandowski CWZS Zawisza Bydgoszcz SL                                      | 3:54,13  | Mateusz Borkowski RKS Łódź                                                         | 3:55,64  |
| Bieg na 5000 m                | Szymon Kulka WKS Grunwald Poznań                                                       | 14:03,02 | Kamil Jastrzębski SKB Kraśnik                                                     | 14:04,62 | Patryk Kozłowski RLTL ZTE Radom                                                    | 14:06,01 |
| Bieg na 3000 m z przeszkodami | Mateusz Kaczmarek BKS Szczecin                                                         | 8:57,88  | Szymon Topolnicki AZS-AWF Katowice                                                | 9:00,61  | Mateusz Kaczor RLTL ZTE Radom                                                      | 9:01,65  |
| Bieg na 110 m przez płotki    | Damian Czykier KS Podlasie Białystok                                                   | 13,92    | Dawid Żebrowski RLTL ZTE Radom                                                    | 13,97    | Krzysztof Kiljan AZS-AWF Warszawa                                                  | 14,09    |
| Bieg na 400 m przez płotki    | Patryk Dobek MKL Szczecin                                                              | 50,07    | Gabriel Mikołajewski RLTL ZTE Radom                                               | 50,20    | Jakub Olejniczak OŚ AZS Poznań                                                     | 51,08    |
| Sztafeta 4 × 100 m            | KS Podlasie Białystok Radosław Sacharczuk Damian Czykier Artur Łęczycki Rafał Łupiński | 40,40    | OS AZS Poznań Krzysztof Grześkowiak Mateusz Siuda Jakub Gałandziej Patryk Wykrota | 40,53    | AZS-AWF Warszawa Krzysztof Kiljan Szymon Dziuba Wiktor Suwara Dominik Staśkiewicz  | 40,68    |
| Sztafeta 4 × 400 m            | RKS Łódź Jakub Szkudlarek Adam Kszczot Mateusz Borkowski Mateusz Rzeźniczak            | 3:11,40  | AZS UMCS Lublin Mikołaj Kotyra Cezary Mirosław Karol Kania Andrzej Jaros          | 3:11,48  | OŚ AZS Poznań Jakub Olejniczak Mikołaj Buzała Robert Bryliński Amadeusz Zdrojewski | 3:12,90  |
| Chód na 10 000 m              | Dawid Tomala AZS KU Politechniki Opolskiej Opole                                       | 41:39,70 | Łukasz Niedziałek WLKS Nowe Iganie                                                | 41:46,46 | Jakub Jelonek CKS Budowlani Częstochowa                                            | 41:50,31 |
| Skok wzwyż                    | Norbert Kobielski MKS Inowrocław                                                       | 2,26     | Jakub Hołub AZS UMCS Lublin                                                       | 2,12     | Bartłomiej Bedeniczuk KS AZS-AWF Biała Podlaska                                    | 2,07     |
| Skok o tyczce                 | Paweł Wojciechowski CWZS Zawisza Bydgoszcz SL                                          | 5,61     | Robert Sobera KS AZS AWF Wrocław                                                  | 5,21     | Sebastian Chmara CWZS Zawisza Bydgoszcz SL                                         | 4,80     |
| Skok w dal                    | Mateusz Jopek KS AZS AWF Wrocław                                                       | 7,82     | Andrzej Kuch UMLKS START Wieruszów                                                | 7,75     | Piotr Tarkowski KS AZS-AWF Biała Podlaska                                          | 7,68     |
| Trójskok                      | Adrian Świderski WKS Śląsk Wrocław                                                     | 16,38    | Karol Hoffmann AZS UMCS Lublin                                                    | 16,29    | Jan Kulmaczewski UKS Kapry-armexim Pruszków                                        | 15,64 =  |
| Pchnięcie kulą                | Michał Haratyk KS Sprint Bielsko-Biała                                                 | 20,64    | Jakub Szyszkowski AZS-AWF Katowice                                                | 20,49    | Konrad Bukowiecki KS AZS UWM Olsztyn                                               | 19,97    |
| Rzut dyskiem                  | Bartłomiej Stój AZS KU Politechniki Opolskiej Opole                                    | 63,05    | Robert Urbanek MKS Aleksandrów Łódzki                                             | 62,48    | Piotr Małachowski WKS Śląsk Wrocław                                                | 60,15    |
| Rzut młotem                   | Wojciech Nowicki KS Podlasie Białystok                                                 | 80,28    | Paweł Fajdek AZS-AWF Katowice                                                     | 78,61    | Marcin Wrotyński OŚ AZS Poznań                                                     | 70,33    |
| Rzut oszczepem                | Marcin Krukowski KS Warszawianka W-wa                                                  | 83,51    | Cyprian Mrzygłód AZS-AWFiS Gdańsk                                                 | 76,86    | Hubert Chmielak LUKS Hańcza Suwałki                                                | 76,52    |

### Kobiety
| Konkurencja:                  | 1. miejsce                                                                          | Rezultat | 2. miejsce                                                                            | Rezultat | 3. miejsce                                                                              | Rezultat |
| Bieg na 100 m                 | Ewa Swoboda AZS-AWF Katowice                                                        | 11,52    | Pia Skrzyszowska AZS-AWF Warszawa                                                     | 11,76    | Klaudia Adamek KS Gwardia Piła                                                          | 11,81    |
| Bieg na 200 m                 | Marlena Gola KS Podlasie Białystok                                                  | 23,64    | Martyna Kotwiła RLTL ZTE Radom                                                        | 23,84    | Olga Pietrzak AZS-AWFiS Gdańsk                                                          | 24,08    |
| Bieg na 400 m                 | Justyna Święty-Ersetic AZS-AWF Katowice                                             | 51,44    | Iga Baumgart-Witan BKS Bydgoszcz                                                      | 52,14    | Małgorzata Hołub-Kowalik AZS UMCS Lublin                                                | 52,23    |
| Bieg na 800 m                 | Joanna Jóźwik AZS-AWF Katowice                                                      | 2:04,52  | Angelika Cichocka SKLA Sopot                                                          | 2:04,64  | Anna Sabat CWKS Resovia Rzeszów                                                         | 2:05,12  |
| Bieg na 1500 m                | Sofia Ennaoui AZS UMCS Lublin                                                       | 4:15,89  | Klaudia Kazimierska LKS Vectra Włocławek                                              | 4:18,25  | Renata Pliś MKL Maraton Świnoujście                                                     | 4:19,41  |
| Bieg na 5000 m                | Katarzyna Jankowska KS Podlasie Białystok                                           | 16:06,02 | Sylwia Indeka LKS Pszczyna                                                            | 16:08,07 | Renata Pliś MKL Maraton Świnoujście                                                     | 16:09,68 |
| Bieg na 3000 m z przeszkodami | Matylda Kowal CWKS Resovia Rzeszów                                                  | 9:57,16  | Mariola Ślusarczyk UKS Barnim Goleniów                                                | 10:06,56 | Patrycja Kapała AZS-AWF Katowice                                                        | 10:11,51 |
| Bieg na 100 m przez płotki    | Karolina Kołeczek AZS UMCS Lublin                                                   | 13,04    | Klaudia Wojtunik AZS Łódź                                                             | 13,27    | Zuzanna Hulisz MKL Toruń                                                                | 13,52    |
| Bieg na 400 m przez płotki    | Joanna Linkiewicz KS AZS AWF Wrocław                                                | 56,23    | Natalia Wosztyl RLTL ZTE Radom                                                        | 57,40    | Julia Korzuch AZS-AWF Katowice                                                          | 58,12    |
| Sztafeta 4 × 100 m            | AZS-AWF Katowice Paulina Guzowska Magdalena Stefanowicz Natalia Węglarz Ewa Swoboda | 44,79    | RLTL ZTE Radom Martyna Osińska Natalia Wosztyl Izabela Smolińska Martyna Kotwiła      | 45,51    | AZS-AWF Warszawa Natalia Duchnowska Justyna Paluch Paulina Paluch Anna Wojcieszek       | 45,52    |
| Sztafeta 4 × 400 m            | KS AZS AWF Wrocław Anna Pałys Natalia Widawska Joanna Linkiewicz Natalia Kaczmarek  | 3:36,83  | AZS-AWF Katowice Adrianna Janowicz Joanna Jóźwik Julia Korzuch Justyna Święty-Ersetic | 3:36,85  | AZS UMCS Lublin Alicja Wrona Wiktoria Drozd Natalia Pietruczuk Małgorzata Hołub-Kowalik | 3:38,31  |
| Chód na 5000 m                | Katarzyna Zdziebło LKS Stal Mielec                                                  | 21:13,69 | Olga Niedziałek WLKS Nowe Iganie                                                      | 22:35,03 | Agnieszka Ellward WKS Flota Gdynia                                                      | 23:11,98 |
| Skok wzwyż                    | Kamila Lićwinko KS Podlasie Białystok                                               | 1,86     | Aneta Rydz RLTL ZTE Radom                                                             | 1,80     | Paulina Ligarska SKLA Sopot                                                             | 1,77     |
| Skok o tyczce                 | Wiktoria Wojewódzka OSOT Szczecin                                                   | 4,20 =   | Kamila Przybyła CWZS Zawisza Bydgoszcz SL                                             | 4,20 =   | Anna Łyko MKS MOS Wrocław                                                               | 4,00     |
| Skok w dal                    | Joanna Kuryło KS AZS AWF Wrocław                                                    | 6,35     | Magdalena Żebrowska KS Podlasie Białystok                                             | 6,23     | Karolina Młodawska KKL Kielce                                                           | 6,16     |
| Trójskok                      | Karolina Młodawska KKL Kielce                                                       | 13,55    | Adrianna Szóstak OŚ AZS Poznań                                                        | 13,52    | Agnieszka Bednarek AZS Łódź                                                             | 13,45    |
| Pchnięcie kulą                | Paulina Guba AZS UMCS Lublin                                                        | 18,09    | Klaudia Kardasz KS Podlasie Białystok                                                 | 17,34    | Maja Ślepowrońska AZS-AWF Warszawa                                                      | 16,80    |
| Rzut dyskiem                  | Daria Zabawska AZS UMCS Lublin                                                      | 55,28    | Karolina Urban AZS-AWFiS Gdańsk                                                       | 54,50    | Nina Staruch AZS-AWF Warszawa                                                           | 49,59    |
| Rzut młotem                   | Katarzyna Furmanek KKL Kielce                                                       | 72,85    | Malwina Kopron AZS UMCS Lublin                                                        | 70,94    | Joanna Fiodorow OŚ AZS Poznań                                                           | 67,19    |
| Rzut oszczepem                | Maria Andrejczyk LUKS Hańcza Suwałki                                                | 62,66    | Aleksandra Ostrowska AZS-AWFiS Gdańsk                                                 | 52,84    | Joanna Hajdrowska RLTL ZTE Radom                                                        | 51,46    |

## Bieg 24-godzinny i bieg na 100 km
13. Mistrzostwa Polski w biegu 24-godzinnym i 12. Mistrzostwa Polski w biegu na 100 kilometrów (ultramaratonach) odbyły się od 28 do 30 sierpnia w Pabianicach. Planowo miały być rozegrane 16 (bieg na 100 km) i 24 kwietnia (bieg 24-godzinny), ale odwołano je z uwagi na pandemię COVID-19.

### Mężczyźni
| Konkurencja:     | 1. miejsce                       | Rezultat  | 2. miejsce                      | Rezultat  | 3. miejsce                     | Rezultat  |
| Bieg 24-godzinny | Leszek Małyszek AZS AWF Katowice | 260 027 m | Rafał Kot Muay Running Team     | 255 772 m | Andrzej Mazur LKS Zantyr Sztum | 252 036 m |
| Bieg na 100 km   | Dariusz Nożyński RK Athletics    | 06:54:17  | Kamil Leśniak Salco Garmin Team | 06:55:35  | Andrzej Piotrowski WKS Wawel   | 07:01:00  |

### Kobiety
| Konkurencja:     | 1. miejsce                         | Rezultat  | 2. miejsce                                | Rezultat  | 3. miejsce                                      | Rezultat  |
| Bieg 24-godzinny | Małgorzata Pazda-Pozorska Poltarex | 260 679 m | Patrycja Bereznowska Wieliszew Heron Team | 241 218 m | Aneta Rajda TL Pogoń Ruda Śląska                | 233 611 m |
| Bieg na 100 km   | Dominika Stelmach RK Athletics     | 07:04:36  | Magdalena Ziółek Olej Running Team        | 08:23:30  | Milena Grabska-Grzegorczyk UKS Azymut Pabianice | 08:31:07  |

## Półmaraton
29. Mistrzostwa Polski w półmaratonie zostały rozegrane 4 września w Bydgoszczy w ramach 5. PKO Bydgoskiego Festiwalu Biegowego. Pierwotnie były planowane na 6 września w Pile, ale zmieniono termin tamtejszego biegu.
| Konkurencja: | 1. miejsce                    | Rezultat | 2. miejsce                                     | Rezultat | 3. miejsce                          | Rezultat |
| Mężczyźni    | Adam Nowicki MKL Szczecin     | 1:04:58  | Adam Głogowski UKS Ekonomik-Maratończyk Lębork | 1:05:29  | Damian Kabat WMLKS Pomorze Stargard | 1:05:33  |
| Kobiety      | Angelika Mach AZS UMCS Lublin | 1:13:57  | Monika Jackiewicz MKL Szczecin                 | 1:16:09  | Joanna Dorociak Air Zone Warszawa   | 1:17:28  |

## Bieg na 10 000 m
Mistrzostwa Polski w biegu na 10 000 metrów zostały rozegrane 19 września w Karpaczu. Pierwszym terminem imprezy był 25 kwietnia, ale odwołano go z powodu pandemii COVID-19.
| Konkurencja: | 1. miejsce                                | Rezultat | 2. miejsce                          | Rezultat | 3. miejsce                             | Rezultat |
| Mężczyźni    | Krystian Zalewski UKS Barnim Goleniów     | 28:59,88 | Szymon Kulka WKS Grunwald Poznań    | 29:13,14 | Adam Nowicki MKL Szczecin              | 29:23,35 |
| Kobiety      | Katarzyna Jankowska KS Podlasie Białystok | 33:10,52 | Izabela Paszkiewicz AZS UMCS Lublin | 33:14,34 | Aleksandra Lisowska KS AZS UWM Olsztyn | 33:42,21 |

## Chód na 20 km
Zawody o mistrzostwo Polski kobiet i mężczyzn w chodzie na 20 kilometrów odbyły się 26 września w Warszawie. Przed zmianą kalendarza z powodu pandemii COVID-19, planowano zorganizować je 14 czerwca w Mielcu.
| Konkurencja: | 1. miejsce                                 | Rezultat | 2. miejsce                         | Rezultat | 3. miejsce                         | Rezultat |
| Mężczyźni    | Dawid Tomala AZS KU Politechniki Opolskiej | 1:24:44  | Rafał Augustyn LKS Stal Mielec     | 1:24:52  | Łukasz Niedziałek WLKS Nowe Iganie | 1:26:25  |
| Kobiety      | Katarzyna Zdziebło LKS Stal Mielec         | 1:30:41  | Agnieszka Ellward WKS Flota Gdynia | 1:41:30  | Olga Niedziałek WLKS Nowe Iganie   | 1:42:11  |

## Biegi sztafetowe i wieloboje
3. Mistrzostwa Polski w biegach sztafetowych i wielobojach zostały rozegrane w Łodzi 3 i 4 października. Pierwotnie miały odbyć się 30 i 31 maja, ale odwołano je z powodu pandemii COVID-19. Po raz pierwzy rozegrano mistrzostwa w sztafecie mieszanej 2 × 2 × 400 metrów.

### Mężczyźni
| Konkurencja:       | 1. miejsce                                                                                 | Rezultat | 2. miejsce                                                                               | Rezultat | 3. miejsce                                                             | Rezultat |
| Sztafeta 4 × 200 m | MKS Juvenia Białystok Mateusz Kwiatkowski Jakub Jabłoński Bartosz Dudek Ernest Jaroszewicz | 1:28,46  | ULKS MOSiR Sieradz Jarosław Gołąb Szymon Grzegorzewski Jakub Pędziwiatr Patryk Pawłowski | 1:29,48  | BKL Bełchatów Mateusz Górny Mateusz Szaniec Adam Patrzyk Filip Chrosta | 1:29,85  |
| Dziesięciobój      | Rafał Horbowicz Warszawianka                                                               | 7478 pkt | Jacek Chochorowski AZS KU Politechniki Opolskiej                                         | 7315 pkt | Aleksy Boroń UKS LA Basket Warszawa                                    | 6875 pkt |

### Kobiety
| Konkurencja:       | 1. miejsce                                                                        | Rezultat | 2. miejsce                                                                     | Rezultat | 3. miejsce                                                                   | Rezultat |
| Sztafeta 4 × 200 m | AZS-AWF Warszawa Anna Wojcieszek Justyna Paluch Natalia Duchnowska Paulina Paluch | 1:37,92  | MKS Agros Chełm Paulina Zielińska Izabela Jastrząb Sylwia Ciupek Agata Wasiluk | 1:39,72  | SKLA Sopot Weronika Zmarzła Aleksandra Formella Blanka Zapora Monika Pietroń | 1:42,84  |
| Siedmiobój         | Paulina Ligarska SKLA Sopot                                                       | 5634 pkt | Adrianna Sułek CWZS Zawisza Bydgoszcz SL                                       | 5537 pkt | Barbara Kostrzewska UKS LA Basket Warszawa                                   | 5044 pkt |

### Sztafety mieszane
| Konkurencja:           | 1. miejsce                                                                    | Rezultat | 2. miejsce                                                                                          | Rezultat | 3. miejsce                                                                    | Rezultat |
| Sztafeta 4 × 400 m     | MKS Agros Chełm Agata Wasiluk Łukasz Bańka Paulina Zielińska Remigiusz Zazula | 3:38,80  | AKL Ursynów Warszawa Julia Sokołowska Mikołaj Garstecki Zofia Lesiuk Stanisław Zieliński            | 3:43,99  | UKS Czwórka Żory Magda Czajkowska Cyprian Brilla Patrycja Stępka Damian Kania | 3:52,19  |
| Sztafeta 2 × 2 × 400 m | KS Podlasie Białystok Justyna Jelska Maksymilian Klepacki                     | 4:01,29  | SRS Kondycja Piaseczno Aleksandra Płocińska Bartosz Kucharski                                       | 4:04,40  | MKS Juvenia Białystok Justyna Kaczmarczyk Bartosz Dudek                       | 4:09,59  |
| Sztafeta 4 × 800 m     | MKS-MOSM Bytom Maciej Wyderka Michalina Typer Alicja Wójcik Mateusz Kuchman   | 8:21,06  | KS Podlasie Białystok Marcin Hołowienko Paulina Mikiewicz-Łapińska Justyna Jelska Andrzej Jankowski | 8:39,99  | [ b ]                                                                         |          |

## Chód na 50 km
Mistrzostwa Polski mężczyzn w chodzie na 50 kilometrów odbyły się 24 października w słowackich Dudincach. Pierwotnie czempionat miał zostać rozegrany 21 marca w Dudincach, ale odwołano go z powodu pandemii COVID-19. Mistrzostwa kobiet we tej konkurencji nie odbyły się.
| Konkurencja: | 1. miejsce                     | Rezultat | 2. miejsce                        | Rezultat | 3. miejsce                              | Rezultat |
| Mężczyźni    | Rafał Augustyn LKS Stal Mielec | 3:47:42  | Rafał Fedaczyński AZS UMCS Lublin | 3:56:31  | Jakub Jelonek CKS Budowlani Częstochowa | 4:08:33  |

## Bieg na 10 km
11. Mistrzostwa Polski w biegu ulicznym na 10 kilometrów mężczyzn miały być rozegrane 1 sierpnia w Gdańsku w ramach 27. edycji biegu św. Dominika, ale odwołano je z powodu pandemii COVID-19. Ostatecznie odbyły się, podobie jak mistrzostwa kobiet, 11 listopada w Poznaniu.
| Konkurencja: | 1. miejsce                             | Rezultat | 2. miejsce                     | Rezultat | 3. miejsce                                | Rezultat |
| Mężczyźni    | Kamil Karbowiak LZS KL Kotwica         | 29:14    | Kamil Jastrzębski SKB Kraśnik  | 29:32    | Arkadiusz Gardzielewski WKS Śląsk Wrocław | 29:55    |
| Kobiety      | Aleksandra Lisowska KS AZS UWM Olsztyn | 33:05    | Monika Jackiewicz MKL Szczecin | 33:11    | Aleksandra Brzezińska MKL Toruń           | 33:13    |

## Biegi przełajowe
92. Mistrzostwa Polski w biegach przełajowych zostały rozegrane 28 listopada w Kwidzynie. Pierwotnie impreza miała odbyć się 21 marca, ale została przełożona z powodu pandemii COVID-19.

### Mężczyźni
| Konkurencja:           | 1. miejsce                                   | Rezultat | 2. miejsce                      | Rezultat | 3. miejsce                                  | Rezultat |
| Bieg przełajowy (4 km) | Marcin Lewandowski CWZS Zawisza Bydgoszcz SL | 11:21    | Patryk Kozłowski RLTL ZTE Radom | 11:23    | Oliwier Mutwil CKS Budowlani Częstochowa    | 11:27    |
| Bieg przełajowy (8 km) | Tomasz Grycko UKS Bliza Władysławowo         | 23:34    | Kamil Jastrzębski SKB Kraśnik   | 23:45    | Błażej Brzeziński CWZS Zawisza Bydgoszcz SL | 24:16    |

### Kobiety
| Konkurencja:           | 1. miejsce                               | Rezultat | 2. miejsce                           | Rezultat | 3. miejsce                                 | Rezultat |
| Bieg przełajowy (4 km) | Paulina Kaczyńska WMLKS Pomorze Stargard | 12:42    | Beata Topka ULKS Talex Borzytuchom   | 12:45    | Sylwia Indeka LKS Pszczyna                 | 12:52    |
| Bieg przełajowy (6 km) | Aleksandra Brzezińska MKL Toruń          | 20:03    | Anna Bańkowska KS Podlasie Białystok | 20:22    | Weronika Lizakowska KUKS Remus Kościerzyna | 20:27    |

## Maraton
40. Mistrzostwa Polski kobiet w biegu maratońskim i 90. Mistrzostwa Polski mężczyzn w biegu maratońskim miały odbyć się 15 listopada w ramach Maratonu Dębno. 47. edycja najstarszego maratonu w Polsce miała odbyć się 5 kwietnia, ale przełożono ją z uwagi na pandemię COVID-19, a czempionat mężczyzn miał być rozegrany w ramach odwołanej ósmej edycji Orlen Warsaw Marathon. Ostatecznie Mistrzostwa Polski rozegrano 6 grudnia w Oleśnie.
| Konkurencja: | 1. miejsce                          | Rezultat | 2. miejsce                      | Rezultat | 3. miejsce                           | Rezultat |
| Mężczyźni    | Kamil Jastrzębski SKB Kraśnik       | 2:12:58  | Adam Nowicki MKL Szczecin       | 2:13:45  | Kamil Karbowiak LZS Kl Kotwica Brzeg | 2:15:06  |
| Kobiety      | Aleksandra Lisowska AZS UWM Olsztyn | 2:30:47  | Aleksandra Brzezińska MKL Toruń | 2:35:20  | Anna Bańkowska KS Podlasie Białystok | 2:37:56  |

## Bieg na 5 km
9. Mistrzostwa Polski mężczyzn w biegu ulicznym na 5 kilometrów miały być rozegrane 20 czerwca w Warszawie, ale odwołano je z uwagi na pandemię COVID-19. 9. Mistrzostwa Polski kobiet na tym dystansie miały odbyć się 26 kwietnia, a następnie 25 października w Warszawie, ale również odwołano je z powodu pandemii.